# Пак Сан Вон (фехтувальник)
Пак Сан Вон (14 вересня 2000 ) — південнокорейський фехтувальник на шаблях, олімпійський чемпіон 2024 року, чемпіон Азії .

## Виступи на Олімпіадах
| Олімпіада  | Дисципліна          | Місце |
| ---------- | ------------------- | ----- |
| Париж 2024 | індивідуальна шабля | 15    |
| Париж 2024 | командна шабля      | 1     |